# Gabriel Turbay
Gabriel Turbay Abunader (Bucaramanga, Santander, 10 de enero de 1901-París, Francia, 17 de noviembre de 1947) fue un médico y político colombiano de ascendencia libanesa.

## Biografía
De origen árabe, era hijo de Juan Turbay y Bárbara Abunader, inmigrantes del Líbano. Realizó sus estudios primarios en Bucaramanga, en el colegio de San Pedro Claver, dirigido por los padres jesuitas; allí obtuvo su grado de bachiller; posteriormente cursó la carrera de medicina en la Universidad Nacional de Colombia, que le otorgó el grado de doctor en Medicina y Cirugía en (1924).
Pese a que abrió un consultorio particular, Turbay se dedicó a la política como militante del Partido Liberal siendo elegido diputado a la Asamblea de Santander. Asimismo ocupa el cargo de secretario de gobierno de su departamento, antes de llegar a la cámara de representantes en 1927. En 1930, luego de respaldar decididamente la campaña de Enrique Olaya Herrera a la Presidencia, es designado por este como embajador en Bélgica e Italia. Como congresista, luego de un elocuente rechazo que hizo de las acusaciones del senador Laureano Gómez contra el gobierno de Enrique Olaya, que lo nombró ministro de Gobierno, siendo el primer liberal en ocupar esa cartera después de 49 años. 
Desde 1934 es elegido senador y ocupa en varias oportunidades el cargo de director del partido liberal. Finalizando el gobierno de Alfonso López Pumarejo, ejerce como ministro de Relaciones Exteriores y Primer Designado. Como presidente del Senado, da posesión de la presidencia de la república a Eduardo Santos en 1938.

### Candidatura presidencial
Tras considerar inapropiado postularse para presidente en 1942, ante el favoritismo del expresidente López, aguarda para presentar su nombre a las elecciones de 1946, siendo proclamado candidato oficial del liberalismo. Pero el sector de izquierda del partido rechaza su candidatura y proclama la de Jorge Eliécer Gaitán. 

### Muerte
En el marco de esa división, gana la elección el conservador Mariano Ospina Pérez, quedando Turbay en segundo lugar. La derrota lo destroza anímicamente, y muere en París de manera repentina a causa de una angina de pecho antes de poder volver al país como era su anhelo.